# YOSHIZUMI
YOSHIZUMI（よしずみ、1971年8月9日 - ）は、日本の作曲家・劇伴作家。本名：深野良純（ふかのよしずみ）。

## 概要
埼玉県出身。日本大学豊山高校を経て日本大学芸術学部音楽学科ピアノ科中退。
音楽活動の初期はRYOJUN（※良純の音読み）名義で活動していた。
舞台音楽を中心に手掛ける。代表作は『ミュージカル忍たま乱太郎』第1弾〜第7弾（※第2弾を除く）
『ミュージカル刀剣乱舞』ではミュージカルパートの楽曲及び音楽監督を務める。

## 来歴
6歳の時からピアノを鈴木慶子に師事。
日本大学芸術学部音楽学科で故・松谷翠に師事。

## 音楽担当

### 舞台
2009年
- 『叔父ラジオ』

2010年
- 『108本のびんといくつものため息』空鼎鬧
- 『ミュージカル忍たま乱太郎　第1弾〜がんばれ6年生！〜』初演・再演　＠シアターGロッソ

2012年
- 『ミュージカル忍たま乱太郎　第3弾　〜山賊砦に潜入せよ〜』初演 ＠シアターGロッソ
- 『舞台版コードギアス　反逆のルルーシュ　〜騒乱前夜祭〜』＠かつしかシンフォニーホール
- 『舞台版　青の祓魔師　〜魔神の落胤〜』＠日本青年館
- 『ジュエルペット〜きらデコッミュージカル〜』＠サンリオピューロランド
- 『ミュージカル忍たま乱太郎　第3弾　〜山賊砦に潜入せよ〜』再演 ＠池袋サンシャイン劇場
- 『らき☆すた≒おん☆すて』＠シアターGロッソ

2013年
- 『ミュージカル忍たま乱太郎　第4弾　〜最凶計画を暴き出せ！〜』初演 ＠池袋サンシャイン劇場
- 『魔劇　今日からマ王！〜魔王誕生編〜』＠博品館劇場
- 『ミュージカル忍たま乱太郎　第4弾　〜最凶計画を暴き出せ！〜』再演 ＠シアターGロッソ
- 『コップの中の嵐』＠シアターBRATS
- 『十鬼の絆　関ヶ原奇譚〜恋舞〜』＠星稜会館

2014年
- 『ミュージカル忍たま乱太郎　第5弾　〜新たなる敵！〜』初演 ＠池袋サンシャイン劇場
- 『さよならメッセンジャー』
- 『ミュージカル忍たま乱太郎　第5弾　〜新たなる敵！〜』再演 ＠シアターGロッソ
- 『宵闇に咲く雨』＠シアター風姿花伝

2015年
- 『ミュージカル忍たま乱太郎　第6弾　〜凶悪なる幻影！〜』初演　＠池袋サンシャイン劇場
- 『The Blue Than Blue』ワタナベエンターテインメントカレッジ ＠中野ザ・ポケット
- 『探偵シリーズ〜元カレ〜』＠六行会ホール
- 『ミュージカル忍たま乱太郎　第6弾　〜凶悪なる幻影！〜』再演　＠シアターGロッソ
- 『ジャパネスク・ナイト』＠浅草ゆめまち劇場
- 『仮面ティーチャーmusical 〜SILVER MASK〜』＠梅田芸術劇場（大阪）・ブルーシアター （東京）
- 『魔劇　今日からマ王！〜魔王再降臨〜』＠スペースゼロ
- 『ミュージカル刀剣乱舞〜トライアル公演〜』＠AiiA2.5Theater TOKYO
- 『時空堂revival』＠シアターモリエール
- 『ミュージカル忍たま乱太郎　〜忍術学園・学園祭2015〜』＠品川ステラボール

2016年
- 『ミュージカル忍たま乱太郎　第7弾　〜山賊砦三つ巴の戦い〜』初演　＠サンシャイン劇場
- 『人間風車』＠六行会ホール
- 『コレコース』
- 『ミュージカル刀剣乱舞〜阿津賀志山異聞〜』東京・大阪・京都・上海
- 『ミュージカル忍たま乱太郎　第7弾　〜山賊砦三つ巴の戦い〜』再演　＠シアターGロッソ
- 『サンシャイン水族館アシカショー』
- 『マジすか学園　〜Lost In The Supermarket〜』AKB48　＠赤坂ACTシアター
- 『アマゾネス』＠上野ストアハウス
- 『ミュージカル刀剣乱舞　〜幕末天狼傳〜』東京・福岡・大阪・東京凱旋・中国
- 『ミュージカル忍たま乱太郎　〜忍術学園・学園祭2016〜』＠舞浜アンフィシアター
- 『魔劇　今日からマ王！〜魔王暴走編〜』＠スペースゼロ
- 『ミュージカル刀剣乱舞〜厳島LIVE〜』＠厳島神社
- 『ミュージカル刀剣乱舞〜真剣乱舞祭〜』＠大阪城ホール・両国国技館

2017年
- 『警視庁抜刀課』＠CBGK
- 『犬夜叉』＠銀河劇場
- 『ミュージカル刀剣乱舞〜三百年の子守唄〜』東京・大阪・東京凱旋・中国
- 『おとめ妖怪ざくろ』＠スペースゼロ
- 『ミュージカル刀剣乱舞〜つはものどもがゆめのあと〜』@東京ドームシティホール・京都劇場
- 『夜曲』@東京芸術劇場
- 『ミュージカル刀剣乱舞〜真剣乱舞祭2017〜』＠日本武道館・大阪城ホール・さいたまスーパーアリーナ・中国広州

2018年
- 『ミュージカル刀剣乱舞〜つはものどもがゆめのあと〜』
- 『ミュージカル刀剣乱舞〜結びの響、始まりの音〜』
- 『ミュージカル刀剣乱舞〜阿津賀志山異聞2018巴里〜』
- 『ミュージカル刀剣乱舞〜加州清光　単騎出陣2018〜』
- 『ミュージカル刀剣乱舞〜真剣乱舞祭2018〜』

2019年
- 『ミュージカル刀剣乱舞〜三百年の子守唄〜』再演
- 『ミュージカル刀剣乱舞〜加州清光　単騎出陣〜』アジアツアー上海〜バンコク〜マカオ〜東京凱旋＠幕張メッセ
- 『ミュージカル刀剣乱舞〜髭切・膝丸　双騎出陣2019〜』
- 『ミュージカル刀剣乱舞〜葵咲本紀〜』
- サンリオピューロランド『キキ・ララ Twinkle Sparkle』
- 『ミュージカル刀剣乱舞〜歌合　乱舞狂乱〜』全国9都市ツアー

2020年
- 『舞台〜憂国のモリアーティ〜』
- 『ミュージカル刀剣乱舞〜静かの海のパライソ〜』
- 『ミュージカル刀剣乱舞〜髭切・膝丸　双騎出陣2020 SOGA〜』
- 『ミュージカル刀剣乱舞〜幕末天狼傳2020〜』
- 『ミュージカル刀剣乱舞〜壽　乱舞音曲祭〜』

2021年
- 『ミュージカル刀剣乱舞〜東京心覚〜』
- ロックミュージカル『MARS RED』＠天王洲 銀河劇場[1]
- 『舞台 憂国のモリアーティ case2』[2]
- 『ミュージカル刀剣乱舞〜静かの海のパライソ2021〜』[3]

2022年
- 『ミュージカル刀剣乱舞～江水散花雪～』
- 『ミュージカル刀剣乱舞～真剣乱舞祭2022～』
- 『ミュージカル刀剣乱舞～春風桃李巵～』
- 音楽劇『まほろばかなた』
- 『ミュージカル刀剣乱舞～江　おんすていじ～』

2023年
- 『おねがいっパトロンさま！The Stage～ココロを詠え～』
- 『進撃の巨人 -the musical-』
- 『カストルとポルックス』
- 『ミュージカル刀剣乱舞～花影ゆれる砥水～』
- 『ミュージカル刀剣乱舞～㊇乱舞野外祭～』
- 『ミュージカル刀剣乱舞　千子村正　蜻蛉切　双騎出陣～万の華うつす鏡〜』
- 『ミュージカル刀剣乱舞～江　おん　すていじ　ぜっぷつあー～』

2024年
- 『ミュージカル刀剣乱舞～陸奥一蓮～』
- 『夜曲〜ノクターン〜』
- 『ミュージカル刀剣乱舞　参騎出陣〜八百八町膝栗毛〜』
- 『ミュージカル刀剣乱舞〜祝玖寿〜乱舞音曲祭』

### 映像・その他
- 『体操の時間。〜ぴったんぺったん体操〜』（唄：乙葉）フジテレビ (2008)
- 『ソフトボーイ』（東映）監督：豊島圭介 (2010)
- 『ignite story』Phillip&Morris Japan (2011)
- SONY 業務用ハイビジョンカメラF65（撮影／藤石修）(2012)
- UULA 恋愛体験シリーズ『モトカレ』(2013)
- 『お焼香』監督：大和田悟史 (2013)
- 『イタズラなkiss 2』フジテレビ（2015）
- コンビニATM 『E-net』(2016)
- FEEL CYCLE (2016)
- 『福岡恋愛白書11〜キミと見る景色〜』（監督：御法川修）KBC（2016）
- 『きみはペット』フジテレビ（2017）
- IQOS MOVIE『Game Changers』Phillip&Morris Japan(2017)
- 母さんがどんなに僕を嫌いでも（2018）
- 『Re:フォロワー』（監督：西田大輔） ABCテレビ（2019）
- 『ブルーバースデー』関テレ（2023）

### Dancer & Performer
森山開次
- 『夕鶴』(2001)
- 『Meditation』(2002)
- 『Namida君』(2005)

浅井信好
- 『TSUBAKI』(2009)
- 『Crystal Structure』@フランス／トゥールーズ (2011)
- 『禁断』@イスラエル (2012)
- 『PIERRE MIROIR』@フランス／パリ日本文化会館 (2014)
- 『中川運河キャナルアート』 (2014)

躍動
- よさこい楽曲提供（2008〜）

## 歌唱指導
- 『AKB49〜恋愛禁止条例〜』(SKE48)
- 『サイケデリック・ペイン』
- 『マジすか学園 〜京都・血風修学旅行〜』(AKB48)
- 『すべての犬は天国へ行く』(乃木坂46)
- 『音楽劇 千本桜』
- 『弱虫ペダル』
- 『レ・ミゼラブル　BD/DVD発売記念プロモーション』フラッシュモブイベント＠トレッサ横浜
- 『5王子とさすらいの花嫁』
- 『スーパーミュージカル 聖闘士星矢』
- 『カンタレラ』
- 『源氏物語』

## ディスコグラフィー（RYOJUN名義）
- 『RYOJUN PIANO WORKS』(2005)
- 『RYOJUN PIANO LIVE~solitude~』(2005)
- 『語り女たち〜オリジナルサウンドトラック〜』(2006)

## ディスコグラフィー（YOSHIZUMI名義）
- 『ミュージカル忍たま乱太郎』第4弾　オリジナルサウンドトラック
- 『ミュージカル忍たま乱太郎』第5弾　オリジナルサウンドトラック
- 『ミュージカル忍たま乱太郎』第6弾　オリジナルサウンドトラック
- 『ミュージカル忍たま乱太郎』第7弾　オリジナルサウンドトラック
- 『ミュージカル忍たま乱太郎〜学園祭〜』
- 『イタズラなKISS 2』オリジナルサウンドトラック
- 『ミュージカル刀剣乱舞〜阿津賀志山異聞〜』
- 『ミュージカル刀剣乱舞〜幕末天狼傳〜』
- 『ミュージカル刀剣乱舞〜三百年の子守唄〜』
- 『ミュージカル刀剣乱舞〜つはものどもがゆめのあと〜』
- 『ミュージカル刀剣乱舞〜結びの響、始まりの音〜』
- 『ミュージカル刀剣乱舞〜髭切・膝丸　双騎出陣2019 SOGA〜』
- 『ミュージカル刀剣乱舞〜葵咲本紀〜』
- 『ミュージカル刀剣乱舞〜静かの海のパライソ〜』
- 『ミュージカル刀剣乱舞〜東京心覚〜』
- 『ミュージカル刀剣乱舞～江水散花雪～』
- 『ミュージカル刀剣乱舞～春風桃李巵～』
- 『ミュージカル刀剣乱舞～江　おんすていじ～』